# André Wiwerink
André Wiwerink (* 15. Oktober 1980 in Neuenkirchen) ist ein ehemaliger deutscher Fußballspieler. Er ist Abwehrspieler und spielte zuletzt beim Regionalligisten Sportfreunde Lotte.

## Karriere
Wiwerink begann seine Karriere bei den Jugendmannschaften des TuS St. Arnold und des SuS Neuenkirchen. Später verpflichtete ihn der FC Schalke 04 und ließ ihn in seiner 2. Mannschaft in der Oberliga Westfalen spielen. Von Schalke wechselte er dann nach Oberhausen zum damaligen Nordrhein-Oberligisten Adler Osterfeld und danach zum 1. FC Kleve. Von dort aus wechselte er zum Zweitligisten Rot-Weiss Essen. Er kam dort auf zwei Einsätze in der 2. Fußball-Bundesliga, ehe er dann 2005 einen Vertrag beim Wuppertaler SV unterschrieb. Dort blieb Wiwerink drei Jahre, über weite Strecken auch als Stammspieler, ehe überraschend nicht mehr mit ihm geplant wurde und er sich daraufhin seinem alten Wuppertaler Coach Wolfgang Jerat beim neuen NRW-Ligisten Bonner SC anschloss. Zur Saison 2010/11 wechselte Wiwerink in die Regionalliga West zu Sportfreunde  Lotte. Dort absolvierte er in den folgenden zwei Jahren 67 Spiele für den Verein, in denen er vier Tore erzielte, bevor am 30. Mai 2012 bekannt wurde, dass Wiwerink zum Wuppertaler SV zurückkehren werde. Zur Winterpause verließ er den Wuppertaler SV allerdings wieder, da Präsident Friedhelm Runge wegen ausbleibender sportlicher Erfolge allen Spielern die Möglichkeit eines vorzeitigen Wechsels einräumte, und kehrte zu den Sportfreunden Lotte zurück. Dort erhielt Wiwerink einen Vertrag bis 2014, er rückte jedoch bereits im Sommer 2013 in den Co-Trainerstab der Sportfreunde auf und strebt nun seinen Trainerschein an.

## Statistik
- 2. Bundesliga: 2 Spiele (für Rot-Weiss Essen)
- Regionalliga Nord: 94 Spiele (4 Tore) (für den Wuppertaler SV)
- Regionalliga West: 100 Spiele (4 Tore)
- DFB-Pokal: 5 Spiele

(Stand: 20. Juni 2012)